# 新石器時代
新石器時代（しんせっきじだい、英: Neolithic）は、完新世のうちのひとつの区切りである亜旧石器時代に続き、新石器革命を形成する耕作の発展によって開始したとされ、伝統的に石器時代の最後の部分とされる時代である。

## 定義
名が示すとおり、定義としては完新世に属すること、文化には精巧に制作された打製石器や磨製石器が確認されていることがあり、必ずしも農耕の開始と関連付けるものではない。
ただし、西アジア・ヨーロッパ・中国では農耕や牧畜が始まった時期と当てはまり、最古のものは紀元前8000年、以降でも紀元前6000年から5000年までは遡ることができる。アメリカ大陸では紀元前4000年から中央アメリカやアンデス山脈などで農耕の開始が確認できる。やがて銅器時代もしくは青銅器時代を経て、地域によってはこれを経ずに直接鉄器時代に入り、冶金術の成立によって金属による道具が広まったときに終了した。ただし、生産段階と道具が対応しない地域も存在する。日本では鉄器は6世紀頃まではもっぱら輸入に頼っており、アメリカ大陸や南洋地域では15世紀以降のヨーロッパの進出でもたらされたものの、先住民自身が製造技術を獲得することは結局できず、鉄器の製造は専らヨーロッパからの移民によって行われていた。

### 旧世界における新石器時代
ヨーロッパ・西アジア・北アフリカのいわゆる旧世界地域では、新石器時代の系統的な研究が進んでいる。
新石器時代の文化は紀元前8500年頃、レバント（エリコ、パレスチナ）に現れる。その地域では、直接亜旧石器時代のナトゥーフ文化から発展した。ナトゥーフ文化は野生の穀物の使用を開拓し、それは現在の耕作に発展する。従ってナトゥーフ文化の人々は「プロト新石器時代」（紀元前11000年頃 - 紀元前8500年頃）と呼ばれうる。ナトゥーフ文化の人々は食事を野生の穀物に依存し、定住生活を始めていたので、ヤンガードリアスと関連した気候の変化は、農業を発展させることを人々に強制した。紀元前8500年から紀元前8000年ごろに、耕作のコミュニティはレバント地方で作られ、アナトリア、北アフリカ、および北メソポタミアに広がった。
新石器時代の前期には、耕作は、一粒小麦、ミレット、スペルトコムギ、ヒツジ、およびヤギを含む、狭い範囲の野生、あるいは家畜化された作物に限定されていた。紀元前7000年頃には、新石器時代はウシとイノシシ属の家畜化、恒久的にまたは季節的に居住する場所の設立、陶器の使用を含んだ。
新石器時代に特有なこれらの文化的な要素のすべてが同じ順序で出現したわけではない。農業は始まっているにもかかわらず土器が出現していない。最も早い近東の農耕社会は陶器を使わず、ブリテンでは新石器時代の最初期においてどの範囲の植物が穀物化されたか、あるいは恒久的に定住されたコミュニティが存在していたかどうかですら不明瞭である。磨製石器があるが農業はみられない。アフリカ、インド、および東南アジアなどの世界の他の地域で、独立な家畜化の事象は、ヨーロッパと南西アジアのそれらから完全に独立して生じた、彼ら自身の地域に特有な新石器時代の文化をもたらしていた。日本における社会では中石器時代において陶器を使った。
新石器時代には、農耕や牧畜の開始によって社会構造が変化し、文明の発達が始まったことから、一連の大変革は新石器革命（英語: Neolithic Revolution）とも呼ばれる。

### 中国における新石器時代
ヨーロッパで確立された遺物考証的な考古学方法論は、ようやく近年になって盛んになってきているが、南部での多湿、北部での戦乱などで散逸している遺跡も多い。しかしながら重要な発見も相次ぎ、最古の水稲栽培が確認された長江中流域の彭頭山文化の発祥は紀元前8千年紀にまで遡り、稲籾が見つかった玉蟾岩遺跡は紀元前1万4000年前まで遡る可能性がある。現在の時代同定ではこれらの長江文明は黄河文明や遼河文明より数千年は先んじている。
DNAの研究からは、紀元前10世紀頃の殷から周への政変の混乱を避けて海洋に逃れた人たちが日本へ漂着し、彼らは渡来人として同時に稲作を中心とした弥生文化を伝えていったとし、後の日本とは重要な関わりがあったとする考え方がある。

### 日本における新石器時代
日本の縄文時代は縄文海進が進んだおよそ1万3000年前からと定義できる。しかし、温暖化した気候に併せて木の実の採取や植林の痕跡は見られるようになったものの、これを「農耕」としては定義できておらず、また「牧畜」文化も発見されていないため、日本で新石器時代の語を定義するのはふさわしくないともされている。日本では紀元前3世紀頃の青銅器が見つかっているが実用ではなく祭祀用として普及しているのみで、また鉄器についても日本での鋳鉄の技術の確立は6世紀頃（古墳時代）まで待たなければならず、次時代の定義が他の地域とはやや異なる。この区分によって、日本には青銅器時代は存在しないとも言われている。
これに代わり、日本での編年には土器がよく利用され、「縄文」「弥生」の名称は土器に因んでいる。石器としては縄文時代では打製石器に加え磨製石器の石斧や石棒が現れている。縄文時代には、磨製石器と縄文土器の使用に加えて、弓矢が使用されるようになり、定住化の始まりによる竪穴建物の普及、環状集落等の定住集落や貝塚の形成、植物栽培（半栽培）の始まりなどが挙げられ、非定住狩猟採集社会である旧石器時代とは区別される。
ただし、南西諸島（主に沖縄県）では貝塚文化時代と呼ばれる時期に相当しており、縄文時代は貝塚時代前期、次の弥生時代は貝塚時代後期となる。また、東北地方北部から北海道では他地域に弥生文化が登場した後も縄文時代の生活様式が継承されたため、縄文時代の次の時代を続縄文時代と呼ぶことが多い。

### 名称
イギリスの考古学者ラボックが、ヨーロッパの石器時代を分けることを目的として提案した新石器時代は、旧石器時代に対応する概念として提案した名称である。その後、この名称はヨーロッパ以外の地域にも当てはめられて用いられ、土器の登場、農業・牧畜の開始が新たな指標として加えられた。

## 各国先史時代
- 日本
  - 旧石器時代--金取遺跡、上野原遺跡、米ヶ森遺跡、横峯遺跡  参考：日本の旧石器時代
  - 新石器時代--縄文時代、弥生時代、三内丸山遺跡、上黒岩岩陰遺跡
- 朝鮮 / 韓国
  - 旧石器時代--参考：先史時代の朝鮮
  - 新石器時代--櫛目文土器時代、無文土器時代
- 中国
  - 中国の新石器文化の一覧